# V’Moto-Rock (album)
A V’Moto-Rock a V’Moto-Rock együttes 1978-ban megjelent első nagylemeze, melyet a Pepita adott ki. Teljes játékideje 37:20. 1995-ben CD-n is megjelent. Stílus: Rock

## Az album dalai

### A oldal (20:08)
1. Ezer fal, ezer szó, ezer dal 3:40 (Demjén)
2. Nekem így, neked úgy 3:44 (Lerch–Demjén)
3. Légy a tűz nekem 3:28 (Demjén)
4. Mutasd, énekeld vagy szólj már 4:04 (Demjén)
5. Nekem a végtelen marad 5:12 (Menyhárt–Demjén)

### B oldal (17:12)
1. Száz lóerő 3:50 (Demjén)
2. Csak szeretetből 5:05 (Lerch–Demjén)
3. Valami kéne 3:03 (Lerch)
4. Gyere szállj velem 5:14 (Lerch–Demjén)